# Carlo Braga
Carlo Braga (ur. 23 maja 1889 w Tirano; zm. 3 stycznia 1971 w Makati) – Sługa Boży Kościoła katolickiego, włoski misjonarz salezjański.

## Życiorys
Carlo Braga urodził się 23 maja 1889 roku bardzo religijnej rodzinie. Jego matka zmarła, gdy był jeszcze młody. Wstąpił do Towarzystwa Salezjanów. W czasie I wojny światowej został wcielony do wojska. Po wojnie prowadził działalność misyjną w Chinach i na Filipinach. Zmarł 3 stycznia 1971 roku w opinii świętości. Obecnie trwa jego proces beatyfikacyjny.